# Hanna Brooman
Johanna Amalia (Hanna) Brooman, född 21 augusti 1809 i Stockholm, död där 7 februari 1887, var en svensk tonsättare och lärare, instruktör i flera ämnen i Dramatens elevskola åren 1847–1887 (med uppehåll 1851–1856).

## Biografi
Brooman, som var fosterdotter till operasångaren Johan Erik Brooman, arbetade tidigt som lärare i musik och språk i Stockholm. 1847 anställdes hon som lärare vid Dramatens elevskola och kontrakterades 1848. Hon var lärare för aktörs-, aktris- och balettpremiärelever vid Kungliga teaterns elevskola. Elevskolans elevhem eller helpension hade upphört sedan Wilhelmina Fundins mor Kristina slutat med verksamheten 1846, men Brooman fick ansvaret för deras dagliga elementärundervisning, som förut hade brukat tillfalla elevhemmets föreståndare.
Hon undervisade i en lång rad ämnen: hon var ansvarig lärare i kristendom, välskrivning, pianospel, franska, tyska, historia, geografi och elementär italienska för både flickor och pojkar ur elevskolan och sömnad och handarbete för enbart flickorna. På teaterdirektionens uppdrag gjorde hon 1857 också en utredning om en framtida skola för Kungliga Baletten, och blev sedan dess första lärare; hon undervisade där i kristendom, historia, geografi och ”kvinnlig handslöjd”.
Erik af Edholm beskrev henne 1869 som ”en präktig lärarinna och menniska”. Frans Hedberg beskrev henne i sin nekrolog: ”Hon undervisade med hjärtat lika mycket som med förståndet; med en sällsynt rik, tålig, aldrig misströstande kärlek, lika fjärran från all klemighet som från allt surmulet mästrande, lika varm för de stora anlagen som för de små, ja, ofta fästande sig mera ömt vid de andligen fattiga än vid dem, med vilka den samvetsgranna lärarinnan hade kunnat lysa, om detta hade legat i hennes natur.”
Brooman var också kompositör och översättare. Hon översatte pjäser för olika teatrar i Stockholm, bland dem ”Herr och fru Tapper-man”, komedi med sång av J. F. A. Bayard, Ph. F. Pinel Dumanoir och A. Ph. E. Dennery, med musik av Isidor Dannström och arrangerad av J. V. Söderman, vilken hade premiär på Djurgårdsteatern 31 juli 1848. 
Bland hennes sånger för piano fanns ”Norrlänningens hemlängtan” (Hvi längtar du åter, 1839), ”Tre sånger” (1844). Hennes kompositioner har bedömts som ”veka, melodiska stämningsbitar, vilka äro goda representanter för de svenska romantiska lieden under 30- och 40-talet”.
Hon mottog 1883 kunglig medalj för lång tjänstgöring.

## Verklista

### Sång och piano
- Norrlänningens hemlängtan Hvi längtar du åter till fädernas strand. Musik av Brooman till text av anonym (Elias Sehlstedt). Utgiven 1839 i Musikaliskt lördagsmagasin.[3][4]

- Tre sånger för en röst vid piano. Utgiven 1844 av Abraham Hirsch, Stockholm.[5]

1. Till Laura (under en sjukdom) Se vissnande de unga rosor luta. Text av Erik Sjöberg.
2. Den ensamma makan Vill du från din vän. Text av Anders Abraham Grafström.
3. Tanke och känsla Tanken är en örn, på spända vingar. Text av Erik Johan Stagnelius.

- Lofsång på julmorgonen. Utgiven 1877 i Chicago.[3]